# Borwede
Borwede gehört zum Ortsteil Heiligenloh der Stadt Twistringen im niedersächsischen Landkreis Diepholz.

## Geografie und Verkehrsanbindung
Der Ort liegt südlich der Kernstadt Twistringen und östlich des Kernortes Heiligenloh an der Kreisstraße K 102. Unweit westlich des Ortes verläuft die B 51, östlich fließt der Schweringhäuser Bach.

## Infrastruktur

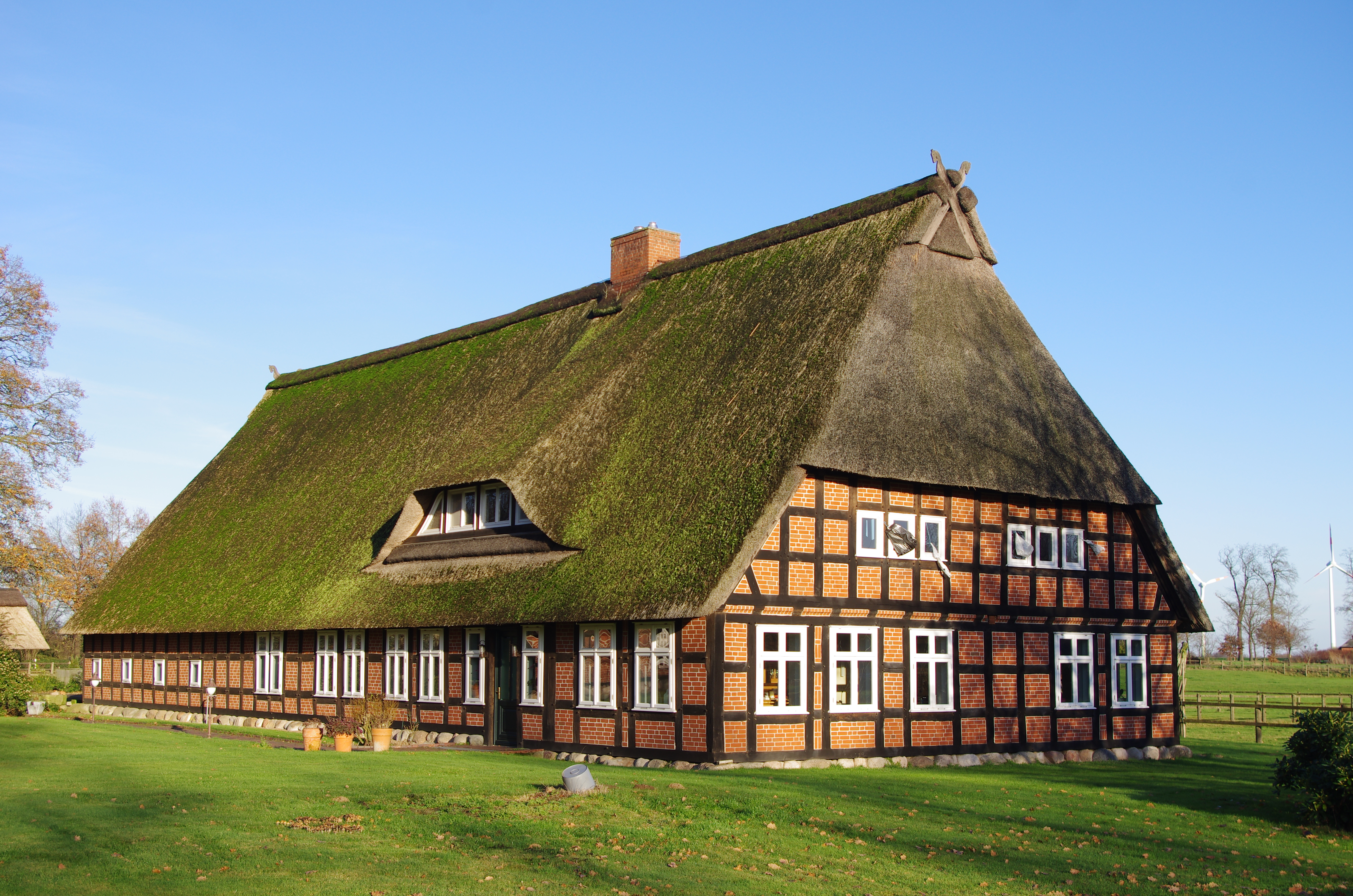
Denkmalgeschütztes Wohn- und Wirtschaftsgebäude Borwede 1, 2020

In Borwede gibt es keine Straßenbezeichnungen, sondern nur Hausnummern, nach denen sich Einwohner, Postboten, Lieferanten und Besucher orientieren müssen.
Am 22. Juni 2020 fasste der Kreistag des Landkreises Diepholz den Beschluss, dass das neue Zentralklinikum für den Landkreis im Twistringer Ortsteil Borwede gebaut wird. Bei archäologischen Untersuchungen auf dem Baugelände wurden im Jahr 2024 in hoher Zahl Keramikscherben aus dem 1. bis 4. Jahrhundert gefunden, die auf eine frühere Produktionsstätte für Keramikgefäße hindeuteten. Des Weiteren wurde eine kleine Bronzefigur gefunden, die einen Menschen mit einem Fisch in der Hand darstellt und deren Alter auf etwa 2000 Jahre geschätzt wird.

## Baudenkmale
In der Liste der Baudenkmale in Twistringen sind für Borwede zwei Baudenkmale aufgeführt, darunter 
- das Wohn- und Wirtschaftsgebäude Borwede 1

## Persönlichkeiten
- Hartwig Steenken (1941–1978), der Springreiter wuchs auf dem väterlichen Hof auf und wurde Olympiasieger, Weltmeister, mehrfacher Europameister und Deutscher Meister.